# Лавренчук Віктор Іванович
Ві́ктор Іва́нович Лавренчу́к  (*7 жовтня 1986, Дьйор — †8 грудня 2014, передмістя Донецька, похований у Рудівці) — старший солдат Збройних сил України. Доброволець 1-ї окремої танкової бригади. Старший навідник мінометної батареї першої окремої танкової бригади. Герой АТО.

## Біографія
Народився в Угорщині, в родині Івана та Катерини Лавренчуків, один із чотирьох дітей.
Здобув вищу освіту.
2004—2006 — служив у Військово-морських силах України. Ідейний націоналіст, член ВО «Свободи» (з 2013). Брав активну участь у Революції гідності.
З початком агресії РФ в Україну — доброволець Збройних сил України, старший навідник мінометного розрахунку мінометної батареї механізованого батальйону 1-ї окремої танкової бригади.
Брав участь у патрулюванні українсько-російського кордону в березні 2014, згодом — активний учасник боїв за Луганський аеропорт, де дістав поранення від уламка ракети «Граду». Воював у Сабівці та Щасті на Луганщині, з початку грудня 2014 — у селищі Піски, де загинув від прямого влучення снаряду під час прикриття українського гарнізону в аеропорту міста Донецьк. Тоді ж полягли Валентин Бойко та В'ячеслав Носенко, ще 6 зазнали поранень.
Похований у Рудівці.

## Сімейний стан
Одружений, виховував сина (2009 року народження).

## Нагороди
За особисту мужність і героїзм, виявлені у захисті державного суверенітету та територіальної цілісності України, вірність військовій присязі під час російсько-української війни, відзначений — нагороджений
- 15 травня 2015 року — орденом «За мужність» III ступеня (посмертно)[1]
- нагрудним знаком «За оборону Донецького аеропорту» (посмертно)
- 30 листопада 2021 року — Почесна відзнака Чернігівської обласної ради «За мужність і вірність Україні» [2].

## Вшанування пам'яті
На центральній стіні Прилуцького агротехнічого коледжу 29 квітня 2015 встановлено меморіальну дошку на честь Віктора Лавренчука, у фоє коледжу облаштований куточок слави воїнів АТО, в якому міститься розділ пам'яті героя з Рудівки. Участь у відкритті дошки взяв лідер ВО «Свобода» Олег Тягнибок.
Вшановується в меморіальному комплексі «Зала пам'яті», в щоденному ранковому церемоніалі 8 грудня.